# Жижниківці (станція)
Жижникі́вці — проміжна станція Козятинської дирекції Південно-Західної залізниці розташований на одноколійній неелектрифікованій лінії Шепетівка — Юськівці.
Розташований між селами Жижниківці та Синютки Білогірського району Хмельницької області між станціями Двірецький (10 км) та Суховоля (9 км).
На станції Жижниківці щоденно зупиняються дві пари приміських потягів до станцій Шепетівка та Ланівці.